# Emmy Gotzmann

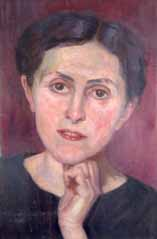
Eva Kusch: Bildnis der Künstlerin Emmy Gotzmann (Öl auf Leinwand, um 1920)

Emmy Auguste Elisabeth Gotzmann (* 19. März 1881 in Frankfurt am Main; † 27. September 1950 in Berlin) war eine deutsche Malerin des Nachimpressionismus. In ihrer späteren Schaffensperiode entstand „etwas Eigenes, was heute als Expressiver Realismus gedeutet wird“.

## Leben und Werk
Emmy Gotzmann war die Tochter von Theodor Gotzmann (1853–1907) und seiner Ehefrau Klara, geb. Kammer (1854–1949). Bedingt durch einen beruflichen Ortswechsel des Vaters, der dem Direktorium der Reichsbank angehörte, zog die Familie Gotzmann von Chemnitz nach Groß-Lichterfelde. Emmy Gotzmann besuchte vermutlich die im Ort befindliche „Krahmersche höhere Mädchenschule“, heute Goethe-Oberschule, und begann nach Schulende eine künstlerische Ausbildung in Berlin. Ihre Malweise war stark vom Nachimpressionismus beeinflusst.
Für welche Künstlerinnen-Schule Emmy Gotzmann sich entschied, lässt sich heute nicht mehr ermitteln. Denkbar wäre, dass sie zwischen 1901 und 1904 ihre Ausbildung im „Verein der Künstlerinnen und Kunstfreundinnen zu Berlin“ absolvierte. Politisch unerwünscht war es, ein Kunststudium an einer preußischen Universität abzuleisten. Trotzdem gab es für Frauen jenseits dieser Praxis Ausnahmen: Seit 1777 war es nach den Statuten der Kasseler Akademie möglich, dort auch Kunst zu studieren. Nach der Novemberrevolution von 1919 wurde Frauen der Zugang zu allen Akademien ermöglicht. Gotzmanns Lehrer waren nach eigener Aussage Hans Baluschek und Martin Brandenburg, beide lehrten am Verein der Berliner Künstlerinnen, sowie Max Uth; ferner nach Angaben der Familie Lovis Corinth. Uth und Baluschek hatten darüber hinaus in Berlin ein privates Schülerinnenatelier eröffnet. Studienreisen hatten Gotzmann 1901 nach Teterow und 1902 nach Penzlin geführt. Im Sommer 1903 kam sie erstmals nach Ekensund, wo sie mit Anton Nissen und Otto H. Engel Freundschaft schloss. Während dieses ersten Aufenthalts schuf sie Aquarelle mit Titeln wie „Kornfeld bei Rinkenis Mühle“, „Stenshoi“, „Alte Fischerhäuser, Ekensund“ oder „An der Fähre Ekensund“. Neben den Aquarellen entstanden Ölbilder, die belegten, dass Gotzmann sich mit unterschiedlichen Lichtphänomenen beschäftigte: „Morgenstimmung, Ekensund“ und „Blaue Stunde, Ekensund“.
1905 fand Emmy Gotzmann eine Bleibe in Flensburg im Hause des Bildhauers Heinz Weddig, der eine Marmorbüste von ihr schuf. In den Wintersemestern 1905/1906 und 1908/1909 nahm sie an Abendkursen im Aktzeichnen teil, die Weddig an der Kunstgewerblichen Fachschule in Flensburg abhielt. 1908 unternahm die Malerin eine Studienreise nach Italien. Im gleichen Jahr hatte sie eine Ausstellung im Flensburger Kunstgewerbemuseum. Die Presse pries die leuchtende und wundervoll gestimmte Farbe, hob die satten kräftigen Farbtöne hervor, die den Bildern eine sehr malerische Gesamtwirkung gaben; eine Zeitung schrieb als Charakterisierung der Bilder „kühn, klar männlich“.
Nach 1903 schloss sie sich der Künstlerkolonie Ekensund an der Flensburger Förde für längere Zeit an.

„Der Siegeszug der Freilichtmalerei am Ende des 19. Jahrhunderts war die Geburtsstunde der Künstlerkolonien in Europa. Für Malerinnen, denen der Zugang zur Kunstakademie verwehrt war, boten Künstlerkolonien eine willkommene Gelegenheit, sich mit ihren männlichen Kollegen zu messen. In Ekensund stellte ... Emmy Gotzmann-Conrad mit ihren modernen, an van Gogh und den französischen Pointillisten geschulten Werken, alles in den Schatten.“

1909 zog sie zurück nach Berlin. Vermehrt trat sie nun in der Secession auf, obwohl sie weder ein ordentliches noch außerordentliches Mitglied war.

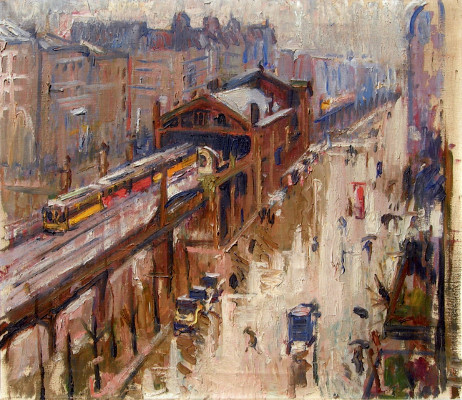
Die Bülowstraße in Berlin (1916)

In Berlin hatte Gotzmann am 28. Februar 1905 den Bankbuchhalter Walter Conrad geheiratet. Die Ehe hatte bis zum 5. März 1913 Bestand. Durch ihre zweite Ehe mit dem jüdischen Rezitator Ludwig Hardt, die am 11. April 1913 geschlossen wurde, kam sie in Berührung mit dem literarischen Expressionismus und seinen Akteuren. Unter diesen waren Elias Canetti, Bertolt Brecht, Thomas Mann und Walter Benjamin. Dieser Einfluss bewirkte bei ihr eine Abkehr von impressionistischen Ausdrucksweisen. Von nun an bewegte sie sich privat hauptsächlich in einem jüdischen Umfeld. Um 1920 wurde sie von der Malerin Eva Kusch, die bei der Eheschließung 1913 ihre Trauzeugin gewesen war, porträtiert. Die Ehe mit Hardt wurde durch die Folgen des Ersten Weltkrieges belastet und zerbrach 1928 ebenfalls. Später scheiterte Gotzmann daran, mit dem Philosophen Rudolf Pannwitz auf den dalmatinischen Inseln Koločep und Korčula ein alternatives Leben zu gestalten.

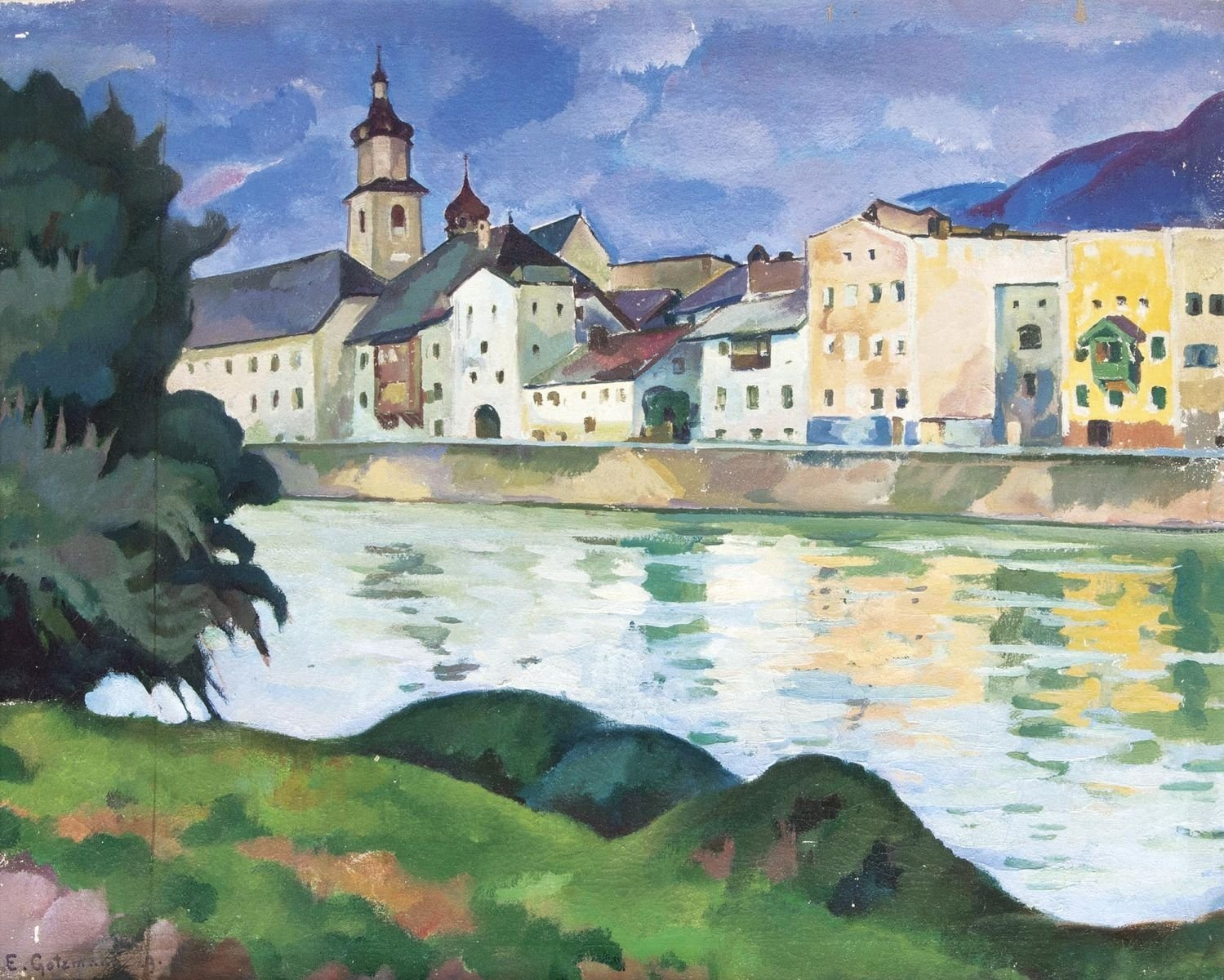
Rattenberg am Inn, 1929

Nach ihrer Rückkehr in die Hauptstadt hatte sie in kurzen Abständen viel beachtete Ausstellungen. In dieser Zeit erwarben die Nationalgalerie und städtische Einrichtungen ihre Werke. Von 1928 bis 1930 war sie Vorsitzende des Vereins der Berliner Künstlerinnen.
In der Zeit des Nationalsozialismus wandte sich Gotzmann von der politisch kontrollierten Kunstszene der sogenannten Deutschen Kunst ab. Ihre kritische Einstellung bewirkte eine gewisse Nähe zu einer Widerstandsbewegung. Abgeschnitten vom Kunstbetrieb verarmte sie zusehends. Trotz eigener Not unterstützte sie versteckte Juden, obwohl ihr bewusst war, dass sie sich durch ihr Verhalten in eine gefährliche Situation begab.
Bis zu ihrem Lebensende waren ihre engsten Freundinnen Else Milch, eine Schwester der Lyrikerin Gertrud Kantorowicz, und Helene Skaller, die Ehefrau eines jüdischen Internisten. Beide Freundinnen waren verfolgungsbedingt in die Vereinigten Staaten ausgewandert.
In den letzten Jahren des Zweiten Weltkrieges wurden Gotzmanns Werke, soweit sie sich außerhalb Berlins befanden, vollständig vernichtet. Nur ein kleiner Teil ihres Œuvres konnte im Elternhaus und bei Verwandten (Ölskizzen, Zeichnungen, Ölbilder) die Zeit überdauern. Aus Sorge um ihren Gesundheitszustand nahm die zuvor aus dem englischen Exil zurückgekehrte Schauspielerin und Friedensaktivistin Elsbeth Bruck Kontakt zu Emmy Gotzmann auf. Dies geschah auf Bitten amerikanisch-jüdischer Kreise. Die Belastungen des Krieges hatten Gotzmann erkranken und resignieren lassen. Sie starb 1950 im Alter von 69 Jahren in Berlin-Lichterfelde.
Mit der Monografie von Ferdinand Ruigrok van de Werve über Gotzmann liegt seit 2015 eine umfassende Würdigung der Künstlerin vor.

## Ausstellungen (Auswahl)
- 1902/1903: Berliner Secession für Zeichnende Künste
- 1908: Kunstgewerbemuseum Flensburg (heute auf dem Museumsberg)
- 1909: Schleswig-Holsteinischer Kunstverein
- 1909: Kunsthalle zu Kiel
- 1910: Münchener Glaspalast
- 1912: Deutscher Künstlerbund
- 1912: Kunsthalle Bremen
- 1912: XXIV. Berliner Secession
- 1919: Jubiläumsausstellung Schleswig-Holsteinische Kunstgenossenschaft
- 1928: Kunstgewerbemuseum Berlin